# Mecistocephalus boriensis
Mecistocephalus boriensis är en mångfotingart som beskrevs av Bonato och Minelli 2004. Mecistocephalus boriensis ingår i släktet Mecistocephalus och familjen storhuvudjordkrypare. Inga underarter finns listade i Catalogue of Life.